# Noordhout (landgoed)
Landgoed Noordhout is een natuurgebied van 172 hectare tussen Austerlitz en Maarn op de Utrechtse Heuvelrug. Het gebied wordt aan de zuidzijde begrensd door de A12. In het westen grenst het aan Bornia en in het noorden en oosten aan het landgoed Henschoten, onderdeel van landgoed den Treek Henschoten.
Het gebied vormt met de landgoederen Bornia en Heidestein het grootste aaneengesloten gebied van het Utrechts Landschap. Na de aanleg van een gasleiding is een heidevegetatie ontstaan op de strook waar bomen zijn gekapt. Deze strook sluit aan bij het aanliggende landgoed Den Treek. In 2013 is een ecoduct aangelegd over de A12 zodat Noordhout werd verbonden met de natuurgebieden van het zuidelijke deel van de Utrechtse Heuvelrug: het ecoduct Mollebos.

## Beheer
Noordhout bestond in de 18e eeuw als een van de weinige plekken op de Utrechtse Heuvelrug uit bos te midden van heidevelden. Hierdoor is de begroeiing op Noordhout ouder dan de bossen in de directe omgeving. Het uitgestrekte gebied bestaat uit naald- en gemengde bossen met heidevelden, stuifzanden en akkerlanden.
In 1979 werd Noordhout aangekocht door het Utrechts Landschap. Het landhuis met een deel van de grond bleef particulier bezit. Achttien hectare van het gebied is landbouwgrond. Het beheer op landgoed Noordhout is erop gericht dat natuurlijke processen hun gang kunnen gaan. Inheemse boomsoorten als eik, berk en grove den maken sindsdien langzaam plaats voor beuken. Het bosreservaat is sinds 1981 niet toegankelijk voor publiek, de rest van Noordhout is opengesteld voor publiek. In het afgesloten deel werden exotische bomen verwijderd en de doorlopende paden werden afgesloten.
Op het landgoed bevinden zich enkele historische akkers die door het Utrechts Landschap op ecologische wijze worden beheerd. Hierdoor krijgen akkerkruiden als korensla, slofhak en duist kans om tussen het verbouwde graan te groeien. Als struiken zijn hier lijsterbes en sporkehout aanwezig met als ondergroei bosbes, bochtige smele en enkele bladmossen zoals haar- en klauwtjesmos.
Bij een open stuk tussen het gevarieerde bos is een vogeltrektelpost. Als grootste dier is het ree in groten getale aanwezig, verder zijn er konijnen, vossen en bunzings.

## Van Eeghen
In 1804 kocht de Vlaming Petrus van Oosthuyse grote oppervlaktes heide met bos. Het gekapte hout werd daarbij verkocht voor de bouw van het kampement van zijn zakenpartner generaal Auguste de Marmont. Van Oosthuyse, die op buitenplaats Sparrendaal woonde, werd door de aankoop heer van Rijsenburg.
Rond 1850 werd de grond aangekocht door de Amsterdamse bankier Jan van Eeghen. Bij de grond hoorde eveneens het stuk tussen Traaij en Bosstraat, Bessenweg en Bovenweg. Hun houten jachthuis uit 1850 werd in 1880 opgetrokken uit steen. Er werd een gevarieerd landgoed aangelegd met beukenlanen, relatief kleine percelen loof- en naaldbos met douglas. Hier en daar werden rododendrons aangeplant en vijvertjes en enkele akkers aangelegd.
De windmolen die op het hoogste punt werd gebouwd (ca. 60 meter NAP) pompte het grondwater op. Via betonnen goten werd het water naar een aantal vijvers geleid. Van dit aangelegde bewateringssysteem zijn nog resten bewaard gebleven.
Amerongse Bos
· Amerongse Bovenpolder
· Landgoed Beerschoten
· Beukenburg
· Biltse Duinen
· Birkhoven
· Blauwe Kamer
· Blikkenburg
· Bloeidaal
· Bornia
· Bosch en Duin
· Breeveen
· Broekerbos
· Buitenplaatsen Driebergseweg
· Dartheide
· Elster Buitenwaarden
· Grebbeberg
· Heidestein
· Hoge Ginkel
· Hooge Kampse Plas
· Hoog Moersbergen
· Houdringe
· Juliusput
· Kasteelbos Renswoude
· De Kievit
· Kooilust
· Kozakkenput
· De Krakeling
· Laarsenberg
· De Leyen
· Lockhorsterbos
· Lunenburgerwaard
· Maartensdijkse Bos
· Middelwaard
· Moersbergen
· Niënhof
· Noordhout
· Okkersbos
· Oostbroek
· Over-Holland
· Palmerswaard
· De Paltz
· Panbos
· Plantage Willem III
· Pleinesbos
· De Pol
· Ridderoordse Bos
· Sandenburg
· Sandwijck
· De Schammer
· Stameren
· Landgoed Stoutenburg
· Viaanse Bos
· Viaanse polders en uiterwaarden
· Vikinghof
· Park Vliegbasis Soesterberg
· Vijverbos
· Vijverhof
· Voordorpse polder
· Willem Arntszbos
· Witte Hull
· De Woerd
· Wulperhorst
· Zeisterbos